# Bruce kärnkraftverk
Bruce kärnkraftverk är ett kärnkraftverk i Kanada. Det ligger i Inverhuron och Tiverton i Ontario, ca 250 km nordväst om Toronto. Namnet har det fått efter Bruce County där det ligger. 

## Ägandeförhållanden
Verket byggdes etappvis mellan 1970 och 1987 av det statliga företaget (crown corporation) Ontario Hydro. 1999 delades Ontario Hydro upp i fem företag där Ontario Power Generation (OPG) tog över bland annat kärnkraftverken. I juni år 2000 ingick OPG och Bruce Power ett långsiktigt hyresavtal om att Bruce Power skulle ta över driften av kärnkraftverket. Detta började man med i maj 2001.

## Kraftverket
Det är det största kärnkraftverket i Nordamerika vad gäller produktion och det näst största kärnkraftverket i världen med åtta CANDU-reaktorer. Det största är Kashiwazaki-Kariwa kärnkraftverk i Japan.
Kraftverket är uppdelat i Bruce A (reaktor 1-4, 769 MWe) som togs i drift 1976–1978 och Bruce B (reaktor 5-8, 785 MWe) som togs i drift 1984–1987.
Reaktorerna i Bruce A hade inledningsvis världsledande hög tillgänglighet. Detta möjliggjordes bland annat genom att bränslebyte på CANDU-reaktorer kan göras under drift. På grund av en kombination av låga elpriser och behov av underhållsinsatser var samtliga reaktorer i Bruce A avstängda ett antal år kring sekelskiftet, där reaktor 1 och 2 återstartades först 2012.
| Reaktor | Byggstart  | Driftstart | Avstängd   | Återstartad |
| ------- | ---------- | ---------- | ---------- | ----------- |
| Bruce A |            |            |            |             |
| 1       | 1971-06-01 | 1977-09-01 | 1997-10-16 | 2012-09-19  |
| 2       | 1970-12-01 | 1977-09-01 | 1995-10-08 | 2012-10-16  |
| 3       | 1972-07-01 | 1978-02-01 | 1998-04-01 | 2004-01-08  |
| 4       | 1972-09-01 | 1979-01-18 | 1998-03-16 | 2003-10-07  |
| Bruce B |            |            |            |             |
| 5       | 1978-05-31 | 1985-02-28 | -          | -           |
| 6       | 1978-01-01 | 1984-09-14 | 2020 Q1    | 2023 Q4     |
| 7       | 1979-05-01 | 1986-04-10 |            |             |
| 8       | 1979-07-30 | 1987-05-20 |            |             |

Inför hotande elbrist gjorde regeringen i Ontario en överenskommelse i oktober 2005 med Bruce Power om att rusta upp de fyra äldsta reaktorerna (Bruce A). Reaktor 1 och 2 togs ur drift 1997 och 1995. Båda reaktorerna togs i bruk igen i december 2012, sedan omstartprojektet var klart. Uppgradering av reaktor 3-8 kommer att utföras under den kommande renovering med start 2020 och pågå under 15 år. Då kommer reaktorernas livslängd att ha ökat med 25 år.

## Framtiden
I augusti 2006 lämnade Bruce Power in en ansökan om att få tillstånd att bygga ytterligare fyra reaktorer på området. Ansökan godkändes av kärnkraftsmyndighen (Canadian Nuclear Safety Commission) i januari 2007. Detta projekt är lagt på is då reaktor 3-8 skall genomgå renovering.